# Chiesa di San Michele (Fibbialla)
La chiesa di San Michele è un edificio sacro di Fibbialla, frazione di Pescia nella Valleriana. È sede parrocchiale, appartenente all'arcidiocesi di Lucca.

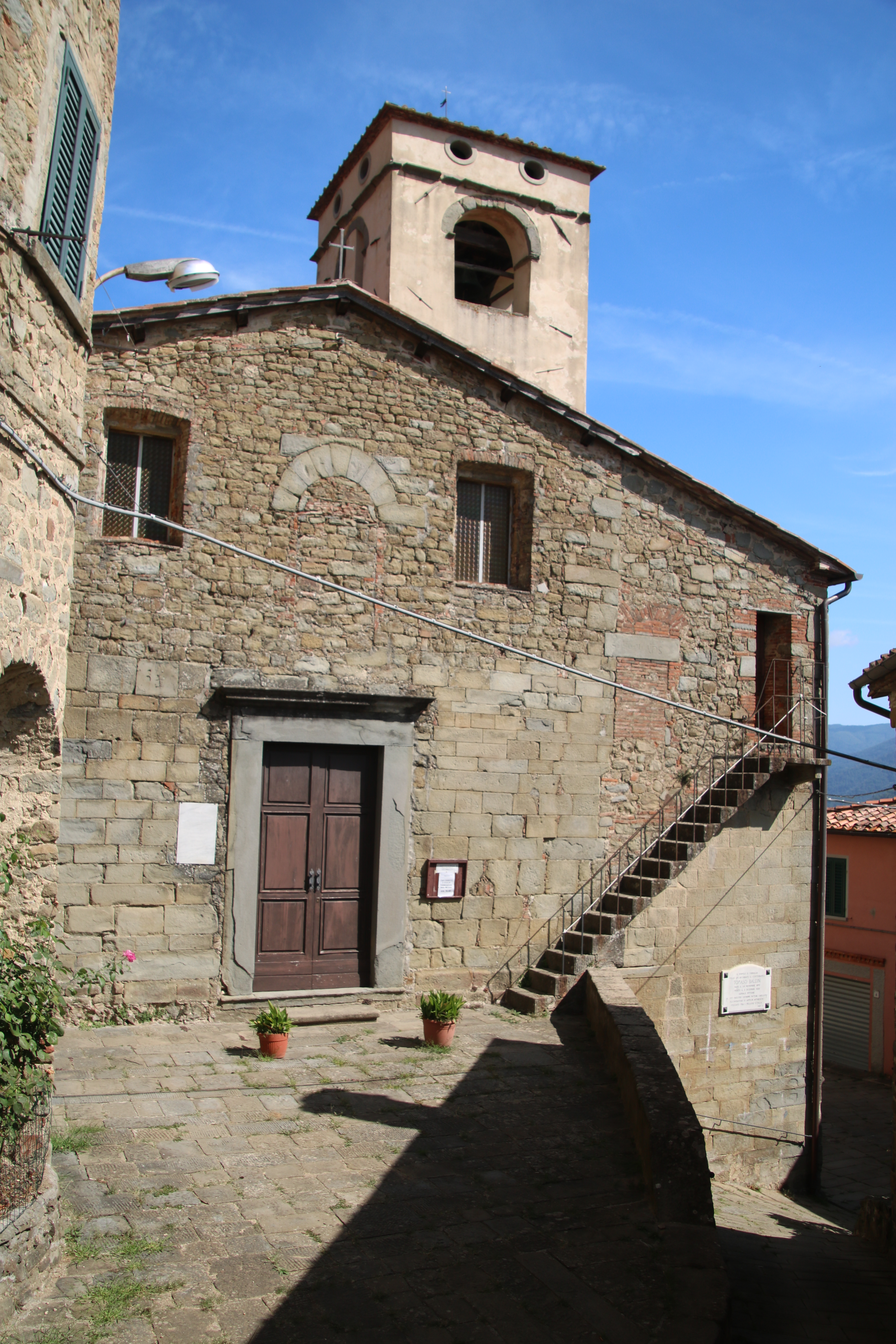
Esterno della chiesa di San Michele Arcangelo

## Storia
La dedica all'arcangelo Michele è tipicamente longobarda e i primi documenti riguardanti la chiesa, conservati nell'Archivio arcivescovile di Lucca, risalgono al 988 e 998 e ne ricordano la dipendenza dalla pieve di Castelvecchio.
L'edificio venne ingrandito in forme romaniche nel XII secolo, e alla fine del XIV venne riconosciuta la parrocchia. Altri lavori di ingrandimento e ammodernamento si susseguirono nel 1442 e a cavallo del XVI e XVII secolo, quando venne realizzata la torre campanaria con il raro orologio a sei ore.

## Descrizione
La chiesa ha una navata arricchita di transetto. Ai lati del presbiterio sono due altari: in quello di sinistra è una tavola con San Sebastiano tra i santi Nicola e Rocco, del 1821.
A sinistra dell'altare maggiore si trova un tabernacolo per l'olio santo, recante la data 1517, mentre il fonte battesimale è del 1653.
Particolare venerazione è legata alla Madonna in marmo bianco (XV secolo) dell'altare Benvenuti, alla cui devozione viene riferito lo scampato pericolo dalla peste del 1630. Vi si trovano affiancati diversi ex-voto.
L'organo è ottocentesco, ed è situato su uno stallo in controfacciata del 1842.